# Thaumatocotyle dasybatis
Thaumatocotyle dasybatis är en plattmaskart. Thaumatocotyle dasybatis ingår i släktet Thaumatocotyle och familjen Monocotylidae. Inga underarter finns listade i Catalogue of Life.